# Aleksej Borisovič Miller
Aleksej Borisovič Miller, in russo Алексей Борисович Миллер? (Leningrado, 31 gennaio 1962), è un imprenditore e politico russo, viceministro dell'energia  e presidente del consiglio di amministrazione della compagnia energetica russa Gazprom, la più grande azienda russa e il più grande fornitore di energia pubblica al mondo.

## Biografia
Miller è nato a Leningrado (ora San Pietroburgo) da una famiglia russo-tedesca assimilata. Si è laureato all'Istituto di Finanza e Economia di Leningrado ottenendo anche un Phd in economia.

## Carriera
Il primo ruolo di Miller fu quello di economista nella divisione di pianificazione generale dell'Istituto di ricerca di Leningrado sull'edilizia civile "LenNIIProekt".
Nel 1990, è diventato capo sezione del Comitato di riforma economica presso il Comitato esecutivo del Consiglio comunale di Leningrado. Dal 1991 al 1996, Miller ha fatto parte del Comitato per le relazioni esterne dell'ufficio del sindaco di San Pietroburgo sotto Vladimir Putin.  Durante questo periodo, è stato capo della divisione di monitoraggio dei mercati presso la Direzione delle relazioni economiche estere ed è stato anche vicepresidente del Comitato per le relazioni esterne.
Dal 1996 al 1999 è stato Direttore per lo Sviluppo e gli Investimenti del Porto di San Pietroburgo. Dal 1999 al 2000 è stato direttore generale del Baltic Pipeline System.
Nel 2000 è stato nominato Vice Ministro dell'Energia della Federazione Russa, e Direttore generale del sistema di condotti baltici; dal 2001 è Presidente del Comitato direttivo di Gazprom, dal 2002 vicepresidente del consiglio di amministrazione di Gazprom. Putin si è assicurato la nomina di Miller in quell'incarico in modo che il suo ex collega ponesse fine ai timori che alcuni dei dirigenti di Gazprom avessero relazioni dannose con terze parti.
Il 6 aprile 2010 è stato insignito dell'onorificenza di Grande Ufficiale della Repubblica Italiana da Vittorio Claudio Surdo, ambasciatore italiano a Mosca, nomina decretata il 12 febbraio dello stesso anno.
Nell'aprile 2018, gli Stati Uniti hanno inserito Miller nella lista dei "specially designated nationals" (SDN) insieme ad altri 23 cittadini russi. La sanzione impedisce a individui ed entità statunitensi di avere rapporti con lui. Le entità al di fuori della giurisdizione degli Stati Uniti possono anche essere puniti se il governo degli Stati Uniti ritiene di aiutare un'entità sanzionata. In risposta alla sanzione, Miller dichiarò attraverso un portavoce: "Sono finalmente incluso. Questo significa che stiamo facendo tutto bene".